# Чинор (Нурабадский район)
Чинор (Чанор; тадж. Чинор) — сельский населённый пункт (тадж. деҳа) в Нурабадском районе Республики Таджикистан. Административно относится к сельской общине Мехробод (бывший Комсомолабад, Пумбачи).
Расположен в Раштской долине, в долине реки Вахш. Расстояние от села до центра района (пгт Дарбанд) — 20 км, до центра общины (село Мехробод) — 1 км.
Население было 1130 человек (2017 г.), таджики.
В настоящее время все жители села переселены в связи с сооружением Рогунской ГЭС.